# Dainius Mikalauskas
Dainius Mikalauskas (* 1980) ist ein litauischer Badmintonspieler. 

## Karriere
Dainius Mikalauskas siegte in Litauen fünfmal bei den Juniorenmeisterschaften. Auch bei den baltischen Juniorenmeisterschaften war er zweimal erfolgreich. Schon als Junior gewann er ebenfalls die baltischen und die nationalen Meisterschaften der Erwachsenen.

## Sportliche Erfolge
| Saison | Veranstaltung                    | Disziplin    | Platz | Name                                        |
| ------ | -------------------------------- | ------------ | ----- | ------------------------------------------- |
| 1998   | Litauen: Juniorenmeisterschaften | Mixed        | 1     | Dainius Mikalauskas / Gintare Markeviciute  |
| 1998   | Litauen: Juniorenmeisterschaften | Herreneinzel | 1     | Dainius Mikalauskas                         |
| 1998   | Litauen: Juniorenmeisterschaften | Herrendoppel | 1     | Gediminas Andrikonis / Dainius Mikalauskas  |
| 1998   | Litauen: Einzelmeisterschaften   | Herrendoppel | 1     | Aivaras Kvedarauskas / Dainius Mikalauskas  |
| 1998   | Baltic U19 Championships         | Mixed        | 1     | Dainius Mikalauskas / Neringa Karosaitė     |
| 1998   | Baltic U19 Championships         | Herreneinzel | 1     | Dainius Mikalauskas                         |
| 1998   | Baltic U19 Championships         | Herrendoppel | 1     | Mindaugas Dabašinskas / Dainius Mikalauskas |
| 1998   | Baltic Championships             | Herrendoppel | 1     | Gediminas Andrikonis / Dainius Mikalauskas  |
| 1999   | Litauen: Juniorenmeisterschaften | Herreneinzel | 1     | Dainius Mikalauskas                         |
| 1999   | Litauen: Juniorenmeisterschaften | Herrendoppel | 1     | Mindaugas Dabasinskas / Dainius Mikalauskas |
| 1999   | Litauen: Einzelmeisterschaften   | Herrendoppel | 1     | Aivaras Kvedarauskas / Dainius Mikalauskas  |
| 2003   | Litauen: Einzelmeisterschaften   | Herrendoppel | 1     | Aivaras Kvedarauskas / Dainius Mikalauskas  |

## Referenzen
- http://www.badminton.lt/index.php?m=3&zid=495

| Personendaten    | Personendaten                |
| ---------------- | ---------------------------- |
| NAME             | Mikalauskas, Dainius         |
| KURZBESCHREIBUNG | litauischer Badmintonspieler |
| GEBURTSDATUM     | 1980                         |